# ヘブンズランナーアキラ
『ヘブンズランナーアキラ』は、二階堂ヒカルの日本の漫画作品。『週刊少年サンデー』（小学館）にて、2014年24号から2015年48号まで連載。
不器用な性格が災いして友達が作れない大柄な少年を主人公にしたスポーツ漫画。神奈川県湘南地区が舞台となっており、茅ヶ崎市のゆるキャラ・えぼし麻呂がゲスト出演している。

## 登場人物

### 茅ヶ崎湘南高等学校
武将髭 アキラ（ぶしょうひげ アキラ）
本作の主人公で、茅ヶ崎湘南高等学校1年。身長約2メートルの巨体で、常に白目で、「フハハハハハ」と大きな声で笑う。笑っている理由は「常に笑顔でいれば周りに好印象を与えて友達ができる」と思ったためだが、結果として周囲の人間を怯えさせるだけで、友達が全くいなかった。本来はナイーブで生真面目な性格なのだが、思い込みと勘違いが激しく、やたら暴走し、テンションが上がると奇怪な動きをしたり、顔を回転させたり、ゴキブリのように地べたを這って天井の隅に張り付いたりするなどの奇行を繰り返すため、ますます周囲を怖がらせる悪循環になっている。
友達ができなくて悩んでいる時に小笠原と出会い、初心者ながらも陸上部に入部する。陸上の事は「ただ走ればいい」と思っていたが、高校生とは思えないほどの完璧なクラウチングスタートをしたり、100メートル走でいきなり10秒83を叩き出したりと非常に恵まれた才能を持つ。その後、様々な苦労や困難もありながらも陸上部員達と親交を持っていく。
小笠原 由美子（おがさわら ゆみこ）
本作のヒロインで茅ヶ崎湘南高等学校1年。長距離走の選手。県大や全日中を制したことから「陸上界の怪物」と呼ばれ、また多数の雑誌社から取材が来たり、校長に勝手に専門コーチを押し付けられたりと周囲からかなりの期待を寄せられている。アキラのことを全く恐れず、彼を「アキラさん」と呼んで友好的に接する。
宮崎 隼人（みやざき はやと）
茅ヶ崎湘南高等学校1年。長距離走の選手で、県大会2位の実力者。身長が高く、眼鏡を掛けており、イケメンであるために女子からの人気も高いが、性格自体はやや冷たい為、一部の男子からは嫌われている節がある。最初はアキラと衝突が多かったが、互いの事情を小笠原から聞いたり、家に押し込まれてのお泊りなどを得てアキラの友達になる。
綿貫 陣（わたぬき じん）
茅ヶ崎湘南高等学校3年。陸上部の部長。小柄で気が弱く、特に胃が非常に弱い。アキラの才能を目の当たりにした際は彼が「陸上界の脅威になる」と確信する。小学生の頃、幼馴染のツバキを励まそうと、四種競技に無理して挑戦した結果、靭帯を損傷。その後完治したものの走ることへの恐怖感が芽生えてしまい、選手としてではなく裏方として陸上競技に接し続けてきた。
浅岡 ツバキ（あさおか　ツバキ）
茅ヶ崎湘南高等学校2年。走り幅跳びをメインにやっており、また宮崎や綿貫とは昔からの知り合いである。巨乳。小学生の頃、家庭の事情でグレかけていた時期があり、そんな自分を気に掛ける綿貫に「大会の四種競技で優勝してみろ」と啖呵を切るが、綿貫は本当に四種競技に挑んだ末に靭帯損傷してしまう。それ以来負い目を感じると共に、更生して彼の分まで陸上に打ち込むようになった。
大八木 将司（おおやぎ まさし）
茅ヶ崎湘南高等学校2年。やり投の選手。アキラがすぐに暴走する上に顔の表情が不気味であることや陸上に対する本気が読めないため、とりあえずはマネージャーを中心にやらせて走らせないようにしていたが、井口に「もう走らせてもいいだろう」と促され、アキラに走らせることを許可する。また、記録が伸びないアキラを気に掛け、綿貫からその理由を指摘されたことで自分なりにアドバイスをし、それによって彼が記録を伸ばした時にはアキラの事を完全に認めるようになり、同時に先輩としての体を保ちつつもアキラの友達となる。
来田 翔輝（らいた しょうき）
茅ヶ崎湘南高等学校2年。短距離走の選手。
二ノ宮 一樹（にのみや かずき）
茅ヶ崎湘南高等学校2年。短距離走の選手。
野崎 貴文（のざき たかふみ）
茅ヶ崎湘南高等学校2年。砲丸投の選手。
佐藤 楓（さとう かえで）
茅ヶ崎湘南高等学校3年。砲丸投の選手。
井口 秀則（いぐち ひでのり）
茅ヶ崎湘南高等学校3年。短距離走をメインにやっている。人を出っ歯にそばかすの何か怪しそうな顔が特徴で、アキラにパシリをさせたり雑務等を散々やらせるが、それは全て友達を作って走りたいという彼の本気を見るためで、それを確信した後は大八木に「もう走らせてもいいだろう」と促す。
三浦 栞（みうら しおり）
茅ヶ崎湘南高等学校3年。長距離走の選手。

### 鶴嶺学園
藤乃 剛（ふじの つよし）
鶴嶺学園1年で、東北地方から引っ越してきた短距離走の選手。身長2メートル30センチとアキラ以上の背丈を誇り、眼鏡をかけていていつも寡黙である。小学生の時から背が高く、故に周囲からは度々背が高いのは卑怯やずるいと罵られ、時にはバスケットボールのゴールにされる形でボールをぶつけられる事もあり、その悔しさを走りにぶつけた末に現陸上部の部長から陸上を勧められ、中学で全日中100メートル優勝者に輝き、鶴嶺学園に進学した後も陸上部に所属する。アキラと出会った当初は彼の事を快く思わず、会う度に何かしでかす奴だと決め付けていたが、ある日アキラが忘れていったある本を見たことをきっかけに自身とある意味境遇が似ていることに若干シンパシーを感じるようになり、大会でアキラが周囲と喜び合う姿を目の当たりにしたことで自分と同じように陸上で居場所を見つけたと認識し、完全に彼を認めると共にアキラの友達となる。また、スパイクを持っていないアキラに、かつて自分が使っていたものを譲る。

## 書誌情報
- 二階堂ヒカル 『ヘブンズランナーアキラ』 小学館〈少年サンデーコミックス〉、全7巻
  1. 2014年8月23日第1刷発行（8月18日発売[3]）、ISBN 978-4-09-125177-0
  2. 2014年11月23日第1刷発行（11月18日発売[4]）、ISBN 978-4-09-125378-1
  3. 2015年2月23日第1刷発行（2月18日発売[5]）、ISBN 978-4-09-125570-9
  4. 2015年5月23日第1刷発行（5月18日発売[6]）、ISBN 978-4-09-125838-0
  5. 2015年8月23日第1刷発行（8月18日発売[7]）、ISBN 978-4-09-126207-3
  6. 2015年11月23日第1刷発行（11月18日発売[8]）、ISBN 978-4-09-126486-2
  7. 2016年1月23日第1刷発行（1月18日発売[9]）、ISBN 978-4-09-126690-3